# 美国国家发明家科学院
美国国家发明家科学院（英語：National Academy of Inventors）是一个美国科学组织，仿造美国国家学院的模式建立。

## 历史
2010年南佛罗里达大学建立，2012年有757名会士加入，会士加入条件必须满足至少拥有一项美国专利且被美国国家发明家科学院管理会承认。后来高等学院的机构会员也被允许加入，2012年加入9所高校机构会员，截至2024年6月有超过200家高校机构会员，其中包括30家美国以外高校。
2011年起每年举行一次全国会议。
2017年美国众议院议员丹尼斯·A·罗斯提出一项法案，希望像其他美国国家学院那样也赋予该组织国会宪章认证。